# 王村镇 (歙县)
王村镇，是中华人民共和国安徽省黄山市歙县下辖的一个乡镇级行政单位。

## 行政区划
王村镇下辖以下地区：
王村、八村、升庄村、新安村、横关村和横联村。

## 文物保护
王村镇拥有1处歙县文物保护单位:王公墓道坊,位于王村镇王村村